# Elecciones generales de Serbia de 2022
El 3 de abril de 2022 se celebraron elecciones generales en Serbia para renovar los 250 escaños de la Asamblea Nacional y elegir al presidente. Inicialmente, se suponía que las elecciones parlamentarias se celebrarían en 2024, aunque el presidente Aleksandar Vučić declaró en octubre de 2020 que se celebrarían elecciones anticipadas en abril de 2022 o antes. Además de las elecciones generales, se celebrarán elecciones locales en 12 municipios y 2 ciudades, incluida Belgrado.
El Partido Progresista Serbio (SNS) llegó al poder en 2012 tras formar gobierno con el Partido Socialista de Serbia (SPS). Consiguieron ganar una supermayoría de los escaños tras las elecciones de 2020, que fueron boicoteadas por la mayoría de los partidos de oposición, afirmando que las condiciones no eran libres ni justas. Vučić, quien fue elegido presidente en 2017, enfrentó protestas masivas durante su primer mandato, sobre todo durante 2018-2020 y en julio de 2020. Vučić también supervisó los diálogos entre partidos sobre las condiciones electorales que tuvieron lugar en 2021, mientras que el acuerdo sobre la condiciones entre el gobierno y los partidos de oposición se alcanzó en octubre de 2021. Durante el transcurso de 2021 y principios de 2022, también se realizaron protestas ambientales, alcanzando su clímax en noviembre y diciembre de 2021. El gobierno también realizó un referéndum sobre la implementación de cambios a la constitución en enero de 2022 que fue aprobada por el 60% de los votantes, aunque la participación fue solo del 30% y el No ganó en las ciudades más grandes como la capital Belgrado y Novi Sad.
Los partidos de oposición también han consolidado su presencia en las elecciones, como la coalición Unidos por la Victoria de Serbia, que recibió el mayor apoyo entre los partidos de oposición en las encuestas de opinión. La Comisión Electoral de la República (RIK) ha confirmado 18 listas para las elecciones parlamentarias y ocho candidaturas presidenciales, mientras que las listas se finalizarán y publicarán antes del 18 de marzo.

## Antecedentes

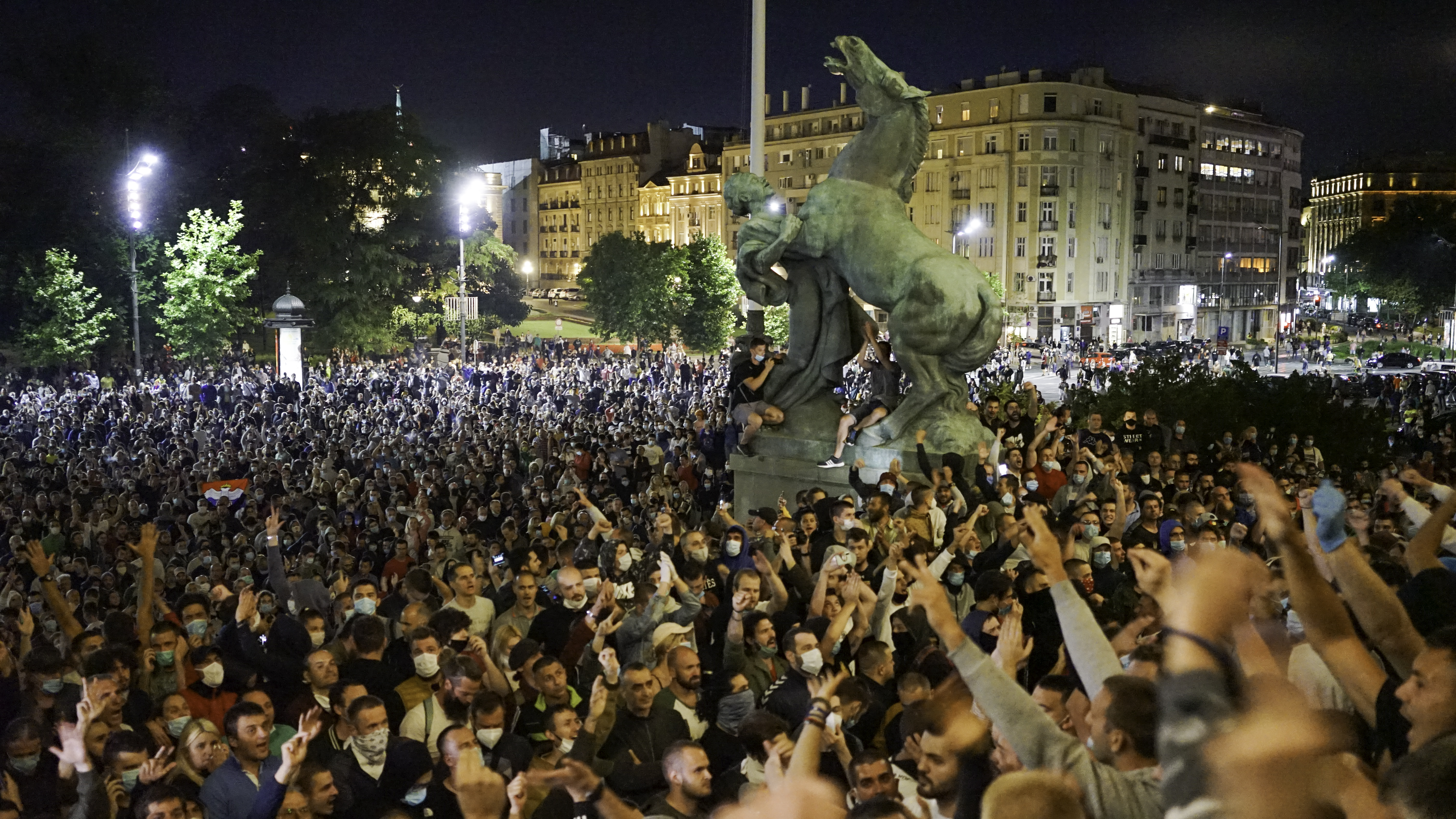
Protestas en Belgrado. 7 de julio de 2020

Desde que Aleksandar Vučić llegó al poder en 2012, Serbia ha sufrido una fuerte erosión democrática hacia el autoritarismo, seguido de una disminución de la libertad de los medios de comunicación y las libertades civiles. En 2017, el entonces primer ministro Vučić fue elegido presidente, ganando el 55% del voto popular. Las protestas de masas comenzaron después de la elección debido al control dominante de los medios de comunicación serbios por parte de Vučić y el gobernante Partido Progresista Serbio (SNS) de espectro centro-derechista y de carácter populista. Posteriormente, Vučić nombró a Ana Brnabić nueva jefa de gobierno, quien inicialmente se desempeñó como independiente pero posteriormente se incorporó al SNS en 2019.
Numerosos asuntos gubernamentales desencadenaron el comienzo de las protestas antigubernamentales pacíficas de larga duración que comenzaron a fines de noviembre de 2018, denominadas "Una de los cinco millones". Estas protestas ayudaron a fortalecer la unidad de las fuerzas de oposición, de las cuales la Alianza por Serbia (SzS) fue la más grande y destacada,  los manifestantes pedían la renuncia de Vučić y otros altos funcionarios. Paralelamente a esto, Vučić lanzó la campaña "Futuro de Serbia" en 2019. Algunos partidos y coaliciones de la oposición declararon que boicotearían las elecciones parlamentarias de 2020, alegando que las condiciones no eran libres ni justas. Debido a estas decisiones, SzS se vio afectado por problemas entre partidos y coaliciones que se mantuvieron hasta su disolución en agosto de 2020. Las protestas terminaron a principios de 2020 debido al inicio de la pandemia de COVID-19 en el país.
La coalición electoral liderada por SNS, Por Nuestros Niños, logró ganar la mayoría de votos y escaños en las elecciones parlamentarias de 2020, y el gobierno se formó a fines de octubre de 2020. Poco después de que terminaran las elecciones, estallaron protestas en el país, principalmente en la capital Belgrado. Estas protestas antigubernamentales estuvieron marcadas por la brutalidad policial y la violencia orquestada por el gobierno, mientras que los manifestantes se dividieron entre adoptar enfoques pacíficos o violentos. Esta vez, las protestas duraron principalmente solo en julio, mientras que algunas protestas esporádicas continuaron organizándose hasta finales de 2020. En agosto de 2020, se formó la coalición Oposición Unida de Serbia (UOPS), sucesor directo del SzS. Esta coalición se mantuvo inestable y enfrentó problemas entre partidos. Debido a diferencias ideológicas, la disolución de la coalición comenzó en diciembre de 2020 y para enero de 2021 se disolvió oficialmente. La antigua alianza se dividió en dos bloques, uno encabezado por los partidos de centroizquierda y otro por los partidos de centroderecha y de derecha.

### Diálogos interpartidarios sobre condiciones electorales
El diálogo entre partidos de oposición no parlamentarios y partidos de gobierno para mejorar las condiciones electorales comenzó el 28 de abril de 2021, mientras que algunos partidos decidieron no participar en conversaciones sobre condiciones electorales con delegados del parlamento de la Unión Europea. Inicialmente, se suponía que las conversaciones con los delegados del parlamento de la Unión Europea comenzarían a principios de junio, aunque luego se pospusieron para comenzar alrededor del 8 de julio. Los diálogos de la mesa de trabajo comenzaron el 18 de mayo, continuaron durante los meses siguientes y finalizaron el 29 de octubre.
El 21 de junio se celebró un diálogo sobre el estatuto de Kosovo en el que participó Vučić. Boško Obradović lo consideró "constructivo". Un día después, Vučić agradeció a los participantes y criticó a la oposición que participó en el diálogo con los delegados de la Unión Europea. A fines de julio, el grupo Alianza Progresista de Socialistas y Demócratas condenó los ataques del gobierno serbio contra la oposición.
El patrocinio con la Unión Europea se anunció el 7 de julio, y comenzó dos días después. El 9 de julio, Tanja Fajon, Vladimír Bilčík y Knut Fleckenstein se reunieron con Vučić en Belgrado, y poco después comenzó la discusión con Vladimir Orlić, Sandra Božić y Marijan Rističević en representación del Partido Progresista Serbio (SNS). Luego de la reunión, los delegados presentaron una propuesta para mejorar las condiciones electorales. El borrador del documento fue revelado a la oposición el 1 de septiembre y recibió críticas de los líderes y partidos de la oposición, con Dragan Đilas y Janko Veselinović afirmando que "no es aceptable para los ciudadanos de Serbia" y que les daría otra oportunidad de mejorar el documento. La mayoría de los líderes de la oposición y algunas figuras del gobierno, como Vučić, han anunciado que no firmarán el documento a menos que se mejore. El 17 de septiembre, Vučić y Dačić se reunieron nuevamente con los delegadores. Đorđe Milićević, líder del grupo parlamentario del Partido Socialista de Serbia (SPS), y Vučić han confirmado que estaban dispuestos a aceptar la mayoría de las sugerencias del documento. Un día después, Đorđe Vukadinović y miembros del Partido Popular (NS) comentaron que el documento es "completamente inaceptable", y que la mayoría de los partidos de oposición rechazarían el documento. Partidos políticos como el Partido de la Libertad y la Justicia, Movimiento por la Reversión, Movimiento de Ciudadanos Libres y el Partido Democrático anunciaron que abandonaron futuros diálogos porque "el gobierno rechazó todas las propuestas sobre elecciones y representación de la oposición en los medios". Vučić y Dačić criticaron a la oposición por sus enfoques del diálogo. Dačić anunció que el gobierno aceptó las sugerencias de formar un organismo de monitoreo de medios y el cambio de composición de la Comisión Electoral de la República (RIK). El 20 de septiembre, Dačić declaró que el diálogo entre partidos con la participación de delegados del parlamento de la Unión Europea había terminado.
El 27 de agosto, Dačić anunció que la barrera electoral se mantendrá en el 3%. El 2 de septiembre se informó que se presentó a los partidos de oposición el documento sobre la mejora de las elecciones. Los líderes de la oposición dieron respuestas mixtas al documento, y declararon que enviarían enmiendas al documento a fines del 6 de septiembre. El 10 de septiembre se llevó a cabo el diálogo de la decimocuarta mesa de trabajo en el que los líderes de la oposición acordaron posponer la reunión de signatarios. Inicialmente, se suponía que la reunión de signatarios se celebraría el 11 de septiembre, aunque Saša Radulović, el líder del partido Ya fue Suficiente, sugirió posponer la reunión de signatarios debido a la protesta del "Levantamiento ecológico" y la solemne celebración de los oficiales que se llevó a cabo en ese día. Miloš Jovanović, presidente del Partido Democrático de Serbia, declaró el 18 de septiembre que la reunión de signatarios se llevaría a cabo en las próximas dos semanas, aunque en la próxima mesa de trabajo que se llevó a cabo el 23 de octubre, Dačić anunció que la firma se celebraría antes del 30 de octubre.
La reunión de signatarios se llevó a cabo el 29 de octubre, en la que participaron representantes de Dveri, Partido Democrático de Serbia, POKS, Ya fue Suficiente, Serbia Saludable y el Partido Radical Serbio. Obradović declaró inicialmente que no firmaría el documento a menos que se cumplieran todos los requisitos, las declaraciones fueron compartidas por Radulović. Otros representantes de la oposición se mostraron satisfechos con el documento. En el documento final, se indicó que: el número mínimo de firmantes recolectados para las boletas de minorías se fijó en 5,000, se otorgaría más financiamiento a los participantes electorales, se eliminó la obligación de depositar una garantía financiera para los participantes en la elección, se ha permitido el derecho de libre uso de todas las salas de las comunidades locales para actividades preelectorales de la oposición, prohibición de hacer campaña electoral diez días antes de la fecha de la elección, aumento de las cuotas para los miembros de las mesas electorales, incluyendo cambios en la composición del Órgano Regulador de Medios Electrónicos (REM) y Comisión Electoral de la República (RIK), y un órgano de control para la implementación del acuerdo. En el documento inicial, también se incluyeron algunos cambios en esta versión, aunque luego de las enmiendas presentadas por la oposición, el gobierno acordó realizar cambios en la composición de REM y RIK, incluida la creación de un órgano de control. El gobierno se negó a separar las fechas de las elecciones y a cambiar las reglas de las boletas electorales, aunque ofreció no abrir carreteras ni fábricas una semana antes de las elecciones.

### Referéndum constitucional

Resultados del Referéndum

Poco después de las elecciones parlamentarias de 2020, el gobierno presentó una propuesta para cambiar la constitución a la Asamblea Nacional. En diciembre, la Asamblea Nacional adoptó la propuesta, y se aceptaron más enmiendas durante 2021. Para que se adoptaran los cambios, se necesitaba un referéndum. Inicialmente se suponía que se llevaría a cabo en el otoño de 2021, aunque en noviembre se anunció que se llevaría a cabo el 16 de enero de 2022. El anuncio del referéndum estuvo precedida por la aprobación de modificaciones a la ley de referéndum e iniciativa popular, que estaba en lista de espera desde la entrada en vigor de la constitución de 2006, que suprimió el 50% de participación electoral necesario para que los referéndums se consideren válidos. La ley fue firmada por Vučić el 25 de noviembre, mientras que a principios de diciembre se adoptaron más enmiendas. Múltiples organizaciones no gubernamentales y políticos criticaron la ley principalmente por la abolición del umbral y la posibilidad de abusar de la ley en casos como Rio Tinto.
El gobierno y sus funcionarios han manifestado su apoyo a los cambios constitucionales, mientras que la oposición está dividida con respecto al referéndum. La mayoría de los partidos de oposición han pedido a los ciudadanos que voten por la opción "no", mientras que algunos partidos también han argumentado a favor de boicotear el referéndum o de que se posponga el referéndum. No obstante, los analistas han concluido que la campaña se vería frenada debido a las elecciones generales y que cabía la posibilidad de un abuso del referéndum.
Al final, la opción del "sí" prevaleció sobre la opción del "no" en el referéndum, aunque se informó que la participación fue la más baja desde la reintroducción del parlamentarismo en 1990. La opción del "no" prevaleció en los municipios de Belgrado, Novi Sad y Niš. Se reportaron irregularidades en las mesas de votación, y algunas organizaciones no gubernamentales y partidos de oposición han denunciado fraude electoral.

### Protestas ambientales

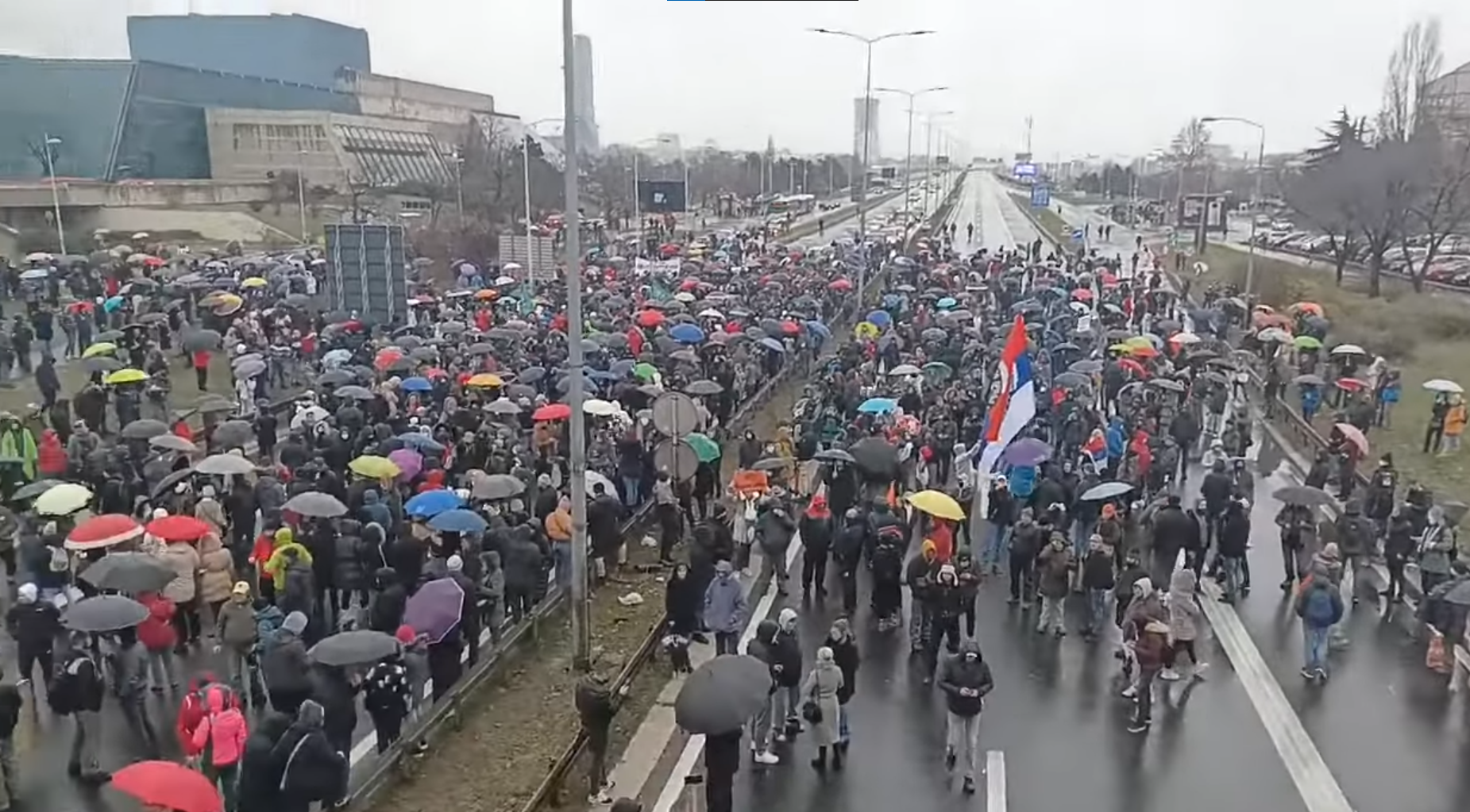
Protestas ambientales en Belgrado. (11 de diciembre de 2021)

Las protestas ambientales se han realizado desde enero de 2021, aunque su presencia ha sido más notoria desde las protestas de septiembre de 2021. Han sido organizados principalmente por organizaciones ambientales, de las cuales el "Levantamiento ecológico", "Kreni-Promeni" y "Asamblea de Serbia Libre" recibieron la mayor atención. Las protestas comenzaron principalmente por preocupaciones ambientales en el país, aunque más tarde, los manifestantes también han mostrado su oposición a la inversión de litio planificada de Rio Tinto.
Rio Tinto ha operado previamente en Serbia desde 2004, aunque solo ha tenido permiso para explorar cerca del valle de Jadar. Posteriormente, el gobierno de Serbia implementó el "Proyecto Jadar" en 2017, que le daría permiso a Rio Tinto para explotar el mineral jadarita, que se descubrió en 2004. Simultáneamente con la ley de referéndum e iniciativa popular, también estaba en discusión otra ley sobre expropiaciones. Obtuvo principalmente cobertura negativa de activistas, abogados y políticos. Vučić y otros funcionarios han declarado que las leyes no tienen nada que ver con Rio Tinto.
Las protestas masivas continuaron durante noviembre y diciembre, cuando las protestas alcanzaron su punto máximo. Durante ese período, los manifestantes también han bloqueado las carreteras y también se han producido numerosos incidentes violentos. Las protestas que se llevaron a cabo el 4 de diciembre contaron con la participación de al menos 100.000 manifestantes, y también se produjeron protestas en la diáspora serbia. Tras las protestas, el gobierno retiró la ley de expropiación y se abolió el plan espacial del "Proyecto Jadar". Las protestas han continuado hasta el día de hoy.
Numerosas celebridades públicas y la mayoría de los partidos de oposición expresaron su apoyo a las protestas, mientras que el gobierno y los medios progubernamentales han difundido información errónea sobre las protestas y sus organizadores.

## Sistema electoral
El presidente de Serbia es elegido mediante el sistema de dos vueltas y tiene un mandato de cinco años, aunque está limitado a dos mandatos. Si ningún candidato obtiene la mayoría de los votos en la primera vuelta, se realiza una segunda. Una persona que desee convertirse en candidato oficial debe recolectar 10.000 firmas. Además, para ser candidato, una persona debe tener al menos 18 años y poseer la ciudadanía serbia, aunque no es necesario haber nacido en Serbia.
Los 250 miembros de la Asamblea Nacional son elegidos por representación proporcional con listas cerradas de una sola circunscripción nacional. Los escaños se asignan utilizando el método d'Hondt con un umbral electoral del 3% de todos los votos emitidos, aunque el umbral no se aplica a los partidos que representan a las minorías étnicas. Las boletas de minorías necesitan al menos 5000 signatarios para calificar en la boleta, mientras que las boletas de no minorías necesitan 10 000. A partir de 2020, el 40% de los candidatos en las listas electorales deben ser mujeres.
El presidente en funciones, Vučić, anunciará las elecciones parlamentarias y presidenciales del 15 de febrero y el 2 de marzo para celebrar las elecciones el mismo día. Convocada la elección, la Asamblea Nacional quedará disuelta y permanecerá disuelta hasta la confirmación de la nueva.
El Presidente es elegido por un mayoría absoluta, si ningún candidato obtiene la misma, se realiza una segunda vuelta entre los dos más votados.
La Asamblea Nacional adoptó la propuesta para su disolución el 14 de febrero, y un día después, Dačić convocó elecciones locales, y luego Vučić disolvió la Asamblea Nacional y convocó elecciones anticipadas para el 3 de abril. Las elecciones presidenciales fueron convocadas el 2 de marzo. La diáspora serbia podrá votar en 34 países, aunque las elecciones en Canadá, el Reino Unido y los Estados Unidos se llevarán a cabo el 2 de abril debido a las diferencias horarias. Albin Kurti, el primer ministro de Kosovo, declaró que su gobierno está tratando de encontrar una solución para las elecciones con embajadores de la Unión Europea, y también expresó su apoyo a que los serbokosovares que poseen la ciudadanía serbia deberían tener el derecho votar en las elecciones generales.

### Partidos políticos
La siguiente tabla enumera los partidos políticos representados en la Asamblea Nacional después de las elecciones parlamentarias de 2020.
| Nombre | Nombre                           | Ideología                | Posición política        | Líder             | Resultado 2020 | Resultado 2020 |
| Nombre | Nombre                           | Ideología                | Posición política        | Líder             | Votos (%)      | Escaños        |
| ------ | -------------------------------- | ------------------------ | ------------------------ | ----------------- | -------------- | -------------- |
|        | Coalición del SNS                | Populismo                | Partido atrapalotodo     | Aleksandar Vučić  | 60,65%         | 188/250        |
|        | SPS - JS - KP - ZS               | Populismo                | Centro-izquierda         | Ivica Dačić       | 10,38%         | 32/250         |
|        | Alianza Patriótica Serbia        | Conservadurismo nacional | Derecha                  | Aleksandar Sapić  | 3,83%          | 11/250         |
|        | Alianza de Húngaros de Vojvodina | Partidos de las Mínorias | Partidos de las Mínorias | István Pásztor    | 2,23%          | 9/250          |
|        | SPP – DPM                        | Partidos de las Mínorias | Partidos de las Mínorias | Muamer Zukorlic   | 1%             | 4/250          |
|        | Partido de Acción Democrática    | Partidos de las Mínorias | Partidos de las Mínorias | Shaip Kamberi     | 0,82%          | 3/250          |
|        | SDA Sandžak                      | Partidos de las Mínorias | Partidos de las Mínorias | Sulejman Ugljanin | 0,77%          | 3/250          |

### Composición actual de la Asamblea Nacional
|          |                                          |         |
| Partidos | Partidos                                 | Escaños |
|          | Por Nuestros Niños                       | 180     |
|          | SPS - ZS                                 | 24      |
|          | Partido de Pensionistas Unidos de Serbia | 9       |
|          | Alianza de Húngaros de Vojvodina         | 9       |
|          | Serbia Unida                             | 8       |
|          | Partido Socialdemócrata de Serbia        | 8       |
|          | PDD – SDAS                               | 6       |
|          | SPP - USS                                | 5       |
|          | Independiente                            | 1       |

## Listas electorales
| Nombre | Nombre | Nombre | Cabeza de lista      | Ideología                | Posición política           |
| ------ | ------ | --- | -------------------- | ------------------------ | --------------------------- |
| 1      |        | Aleksandar Vučić — Juntos Podemos Hacerlo Todo SNS, SDPS, PS, PUPS, PSS-BK, SNP, SPO, NSS, USS, BS | Danica Grujičić      | Populismo                | Atrapalotodo                |
| 2      |        | Ivica Dacic - Primer Ministro de Serbia SPS, JS, ZS | Ivica Dačić          | Populismo                | Atrapalotodo                |
| 3      |        | (M) Alianza de Húngaros de Vojvodina — István Pásztor VMSZ/SVM | Bálint Pásztor       | Política de minorías     | Centroderecha               |
| 4      |        | Dr Vojislav Šešelj — Partido Radical Serbio SRS | Vojislav Šešelj      | Ultranacionalismo        | Extrema derecha             |
| 5      |        | Marinika Tepić — Unidos por la Victoria de Serbia SSP, NS, DS, PSG, PZP, VDMK, GP, Patria, Sloga, SMS, VS, PSS | Marinika Tepić       | Anticorrupción           | Atrapalotodo                |
| 6      |        | Dr. Milos Jovanovic - NADA por Serbia - Coalición Serbia NADA - Alternativa Nacional Democrática - Partido Democrático de Serbia - Por el Reino de Serbia - Vojislav Mihailovic DSS, ZKS, BGS                                               | Božidar Delić        | Conservadurismo nacional | Derecha                     |
| 7      |        | Milica Đurđević Stamenkovski — Partido Serbio de Patronos SSZ | Milica Đurđević      | Ultranacionalismo        | Extrema derecha             |
| 8      |        | (M) El legado de Mufti - Partido de la Justicia y la Reconciliación SPP | Usame Zukorlić       | Política de minorías     | Política de minorías        |
| 9      |        | Debemos — Acción — Levantamiento ecológico — Ćuta — No dejes que Belgrado se ahogue — Nebojša Zelenović NDB, ZZS, EU, IZNO, Solidaridad, FRS                                                                                                | Aleksandar Jovanović | Política verde           | Centroizquierda a izquierda |
| 10     |        | Soberanistas — Saša Radulović — Milan Stamatović — Dr. Jovana Stojković DJB, ZS, ŽZS | Saša Radulović       | Populismo de derecha     | Derecha                     |
| 11     |        | Bosko Obradovic - Movimiento Serbio Dveri - POKS - Milos Parandilovic - Bloque Patriótico para la Restauración del Reino de Serbia Dveri, POKS                                                                                              | Boško Obradović      | Nacionalismo serbio      | Derecha                     |
| 12     |        | (M) Juntos por Vojvodina — Vojvodinians (Alianza Democrática de Croatas en Vojvodina, Juntos por Vojvodina) DSHV, ZZV | Tomislav Žigmanov    | Política de minorías     | Política de minorías        |
| 13     |        | (M) SDA de Sandžak — Dr. Sulejman Ugljanin SDA S | Enis Imamović        | Política de minorías     | Centroderecha a derecha     |
| 14     |        | Boris Tadić — Vamos Gente — Partido Socialdemócrata — Partido Nuevo — 1 de 5 millones — Tolerancia de Serbia — Movimiento Verde Unido de Serbia — Partido Cívico Bosnio — Partido de los Montenegrinos SDS, Nova, #1od5m, TS, UPZS, BGS, SC | Goran Radovanović    | Liberalismo social       | Centro a centroizquierda    |
| 15     |        | (M) Alternativa para los Cambios - Alternativa Democrática Albanesa APN/AZP | Shqiprim Arifi       | Política de minorías     | Política de minorías        |
| 16     |        | (M) Coalición Albanesa del Valle de Preševo PVD/PDD, DP, PDP | Shaip Kamberi        | Política de minorías     | Centroderecha               |
| 17     |        | Bebés Robados — Ana Pejić OBAPZ | Ana Pejić            | Antitrata de personas    | Antitrata de personas       |
| 18     |        | (M) Partido Romaní — Srđan Šajn RP | Saćip Saćipović      | Política de minorías     | Política de minorías        |
| 19     |        | Alianza de las Minorías Rusas — Milena Pavlović, Pavle Bihali Gavrin (Movimiento Serbo-Ruso, Partido Serbo-Ruso Lobos, Movimiento de Griegos Srbiza) SRP, SRPV, PGS                                                                         | Pavle Bihali         | Neofascismo              | Extrema derecha             |

M - Lista de minorías nacionales

## Candidatos presidenciales

### Candidatos oficiales
Los siguientes son los candidatos presidenciales oficiales publicados por la Comisión Electoral de la República (RIK). El sorteo aleatorio se celebró el 18 de marzo.
| # | Candidato | Candidato                    | Partido o Coalición | Partido o Coalición                | Cargos previos | Firmas de apoyo |
| - | --------- | ---------------------------- | ------------------- | ---------------------------------- | --- | --------------- |
| 1 |           | Miša Vacić                   |                     | Derecha Serbia                     | Líder de Derecha Serbia | 10,151          |
| 2 |           | Biljana Stojković            |                     | Debemos                            | Profesora de la Facultad de Biología, Universidad de Belgrado | 10,585          |
| 3 |           | Branka Stamenković           |                     | DJB–ZS–ŽZS                         | Miembro de la Asamblea Nacional (2016–2020) Presidente de Ya fue Suficiente (2018–2019) | 10,046          |
| 4 |           | Zdravko Ponoš                |                     | Serbia Unida                       | Vicepresidente del Partido Popular (2017–2021) Jefe de Gabinete del Presidente de la Asamblea General de las Naciones Unidas (2012–2013) Viceministro de Relaciones Exteriores (2010–2012) Jefe del Estado Mayor (2006–2008) | 11,786          |
| 5 |           | Milica Đurđević Stamenkovski |                     | Partido Serbio de los Juramentados | Portavoz del Partido Serbio de Patronos | 11,102          |
| 6 |           | Aleksandar Vučić             |                     | Partido Progresista Serbio         | Presidente de Serbia (2017–presente) Primer Ministro de Serbia (2014–2017) Viceprimer Ministro de Serbia (2012–2014) | 148,846         |
| 7 |           | Miloš Jovanović              |                     | Alternativa Democrática Nacional   | Presidente del Partido Democrático de Serbia (2016–present) Miembro de la Asamblea Nacional (2012–2013) | 11,232          |
| 8 |           | Boško Obradović              |                     | Dveri–POKS                         | Presidente del Movimiento Serbio Dveri (2015–presente) Miembro de la Asamblea Nacional (2016–2020) | 11,020          |

### Candidaturas retiradas
Las siguientes personas han confirmado sus candidaturas, aunque se han retirado debido a obstrucciones o no han podido recoger suficientes firmas.
- Aleksandar Banjanac, nominado por el Nuevo Partido Comunista de Yugoslavia[189][190]
- Dragoslav Šumarac, nominado por el Partido Socialdemócrata[191][192]
- Miladin Ševarlić, nominado por la 'Fuerza de la Unidad del Pueblo de Serbia', que está dirigida por Branimir Nestorović[193][194]
- Srđan Škoro, Candidato independiente[195][196]
- Vladimir Vuletić, nominado por el movimiento 'Black on White'[197][198]

### Candidatos declinados
Las siguientes personas han sido objeto de especulaciones sobre su posible candidatura, pero han negado públicamente su interés en postularse.
- Aleksandar Kavčić, profesor universitario y filántropo[199]
- Aleksandar Vulin, actual Ministro del Interior (2020–presente)[200][201]
- Boris Tadić, actual presidente del Partido Socialdemócrata (2014–presente); ex presidente de Serbia (2004–2012)[202]
- Božidar Delić, general retirado y exvicepresidente de la Asamblea Nacional (2007–2012)[203]
- Branimir Nestorović, neumólogo; líder del movimiento 'Caballeros de la Orden del Dragón'[204][205]
- Dragan Bjelogrlić, actor; productor de cine[206]
- Grigorije Durić, obispo Ortodoxo serbio; actual jefe de la Eparquía de Düsseldorf Alemania (2018–presente); exjefe de la Eparquía de Zahumlje y Herzegovina (1999–2018)[207]
- Ivica Dačić, actual Presidente de la Asamblea Nacional de Serbia (2020–presente); ex Primer Ministro de Serbia (2012–2014); ex Viceprimer Ministro de Serbia (2008–2012); (2014–2020)[208]
- Marinika Tepić, actual vicepresidente del Partido de la Libertad y la Justicia; exmiembro de la Asamblea Nacional (2016–2020)[209]
- Milan St. Protić, exalcalde de Belgrado (2000–2001); ex embajador de Yugoslavia en los Estados Unidos (2001); ex embajador de Serbia en Suiza (2009–2014)[210]
- Miodrag Majić, jurista y juez de la Corte de Apelaciones[211]
- Miodrag Zec, profesor de la Universidad de Belgrado[212]
- Miroslav Aleksić, actual vicepresidente del Partido Popular; antiguo miembro de la Asamblea Nacional (2016–2020); exalcalde de Trstenik (2012–2016)[213][214]
- Mlađan Đorđević, empresario, exasesor del presidente Boris Tadić y ex viceministro[215]
- Nebojša Zelenović, actual presidente de Juntos por Serbia (2016–presente); exalcalde de Šabac (2014–2020)[216]
- Nikola Sandulović, actual presidente del Partido Republicano (2015–presente)[217]
- Rasim Ljajić, ex Viceprimer Ministro de Serbia (2012–2020)[218]
- Savo Manojlović, abogado; activista; uno de los líderes de las protestas ambientales de 2021-2022[219]
- Siniša Kovačević, actual vicepresidente del Partido Popular[220]
- Vojislav Šešelj, actual presidente del Partido Radical Serbio (1991–presente); ex Viceprimer Ministro de Serbia (1998–2000)[221]
- Vuk Jeremić, actual presidente del Partido Popular (2017–present); exministro de Relaciones Exteriores (2007–2012); ex presidente de la Asamblea General de las Naciones Unidas (2012–2013)[222]

## Campaña
La Dirección de Investigaciones Sociales (BIRODI) ha señalado que los medios de comunicación se han convertido en medios de propaganda durante la campaña electoral, lo cual es contrario al rol real de los medios en el proceso electoral. Aunque, la delegación preelectoral de la Asamblea Parlamentaria del Consejo de Europa afirmó que el ambiente durante la campaña ha sido tranquilo y que todos los contendientes políticos pueden hacer campaña libremente. También ha expresado su preocupación por la posible presión sobre los votantes y el temor a irregularidades el día de las elecciones. BIRODI también ha declarado que los medios progubernamentales han dominado durante el período de campaña. El Organismo Temporal de Supervisión, que es operado por el Organismo Regulador de Medios Electrónicos (REM), alegó que BIRODI publica reclamos que no están fundamentados.
La Red Europea de Organizaciones de Monitoreo de Elecciones (ENEMO) ha declarado que monitoreará las elecciones. Los partidos de oposición, que también han organizado previamente controladores durante el referéndum constitucional, han anunciado que supervisarán las elecciones. A principios de marzo, el CRTA comenzó a colaborar con el canal de televisión Nova S, con el fin de impulsar la participación electoral, mediante la creación de Zato, glasaj! espectáculo. CRTA también ha anunciado que contrató a 3.000 observadores electorales para las elecciones generales.
Las organizaciones han señalado que, durante la última semana electoral, han aparecido votantes fantasmas, lo que indica un fraude electoral.

### Partidos y coaliciones participantes

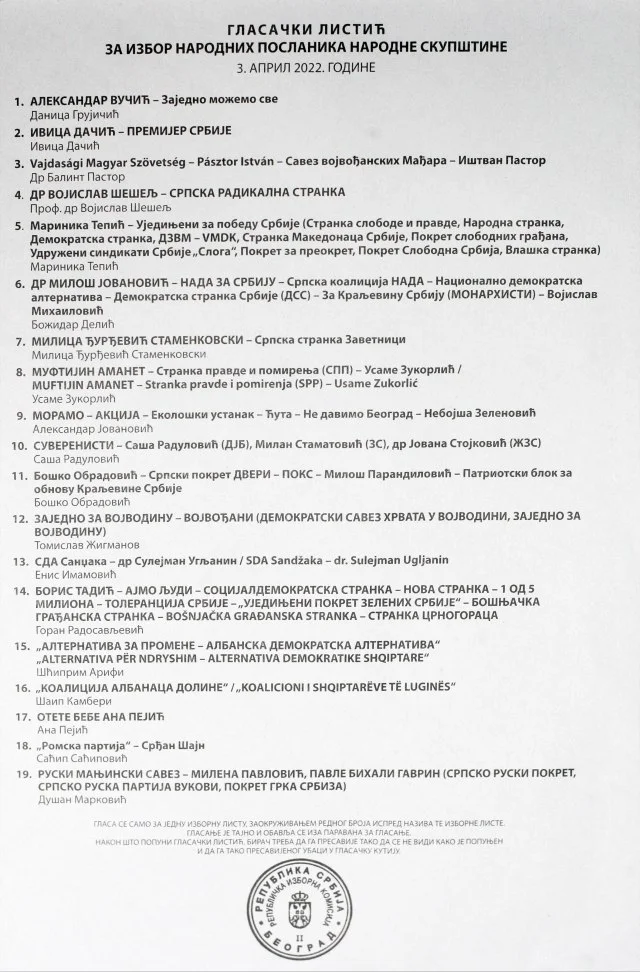
Listas participantes oficiales publicadas por el RIK.

SNS y sus socios de coalición obtuvieron una supermayoría en el parlamento después de las elecciones parlamentarias de 2020, sin oposición real representada en el parlamento. Posteriormente, a principios de mayo de 2021, Vučić envió una propuesta a Aleksandar Šapić, líder de la Alianza Patriótica Serbia (SPAS), sobre la fusión de dos partidos. Šapić anunció su voluntad de fusionar su partido con el Partido Progresista Serbio (SNS), lo que se oficializó el 26 de mayo. Posteriormente Šapić fue ascendido a vicepresidente del SNS, mientras que sus parlamentarios se unieron al grupo liderado por SNS a principios de junio. El SNS también afirmó su posición de continuar su cooperación con el Partido Socialista de Serbia (SPS), con quien han estado en el gobierno desde 2012. Después de una reunión en enero de 2022, se anunció al público que participarían con un candidato presidencial conjunto mientras participarían en listas de votación separadas para las elecciones parlamentarias.
La Alianza por Serbia, una importante alianza de oposición que boicoteó las elecciones de 2020, se transformó en la Oposición Unida de Serbia en agosto de 2020. Esta coalición siguió teniendo problemas internos y finalmente se disolvió entre diciembre de 2020 y enero de 2021. Pese a esto, los partidos continuaron su cooperación, después del anuncio de que el Partido de la Libertad y la Justicia (SSP) formaría una coalición de oposición. Las conversaciones sobre la formación se llevaron a cabo hasta el 23 de noviembre, después de lo cual se anunció al público que SSP lideraría la coalición junto con el Partido Demócrata (DS), el Partido Popular (NS), el Movimiento de Ciudadanos Libres (PSG) y otros partidos y movimientos menores. Marinika Tepić fue elegida como líder de la lista y posiblemente candidata a primera ministra. Se formalizó oficialmente como coalición en febrero de 2022, bajo el nombre de Serbia Unida (US).
Dveri, que formaba parte de la Alianza por Serbia, se negó a unirse a Serbia Unida (US), y en su lugar formaron el "Bloque Patriótico" con partidos menores de derecha a finales de diciembre. El movimiento Ya fue Suficiente (DJB) también anunció su participación en las elecciones, ya fines de noviembre, comenzaron a cooperar con Serbia Saludable (ZS) y el movimiento antivacunas Yo Vivo por Serbia para formar un "Bloque Soberanista". El líder de Serbia Saludable, Milan Stamatović, afirmó que "el bloque podría ampliarse para incluir a todos los partidos patrióticos para que todos superen el umbral".
En junio, Nebojša Zelenović, líder del partido Juntos por Serbia, formó una coalición llamada "Acción" en la que se unieron 28 grupos cívicos ambientalistas menores y movimientos políticos debido a su apoyo al "Acuerdo Verde para Serbia". Aleksandar Jovanović Ćuta anunció a mediados de noviembre que el movimiento "Levantamiento Ecológico" participará en las elecciones, y el 14 de noviembre firmó un acuerdo con Zelenović para participar en una lista conjunta. El movimiento No Dejes que Belgrado se Ahogue también acordó unirse a su coalición, que se formalizó en enero de 2022, bajo el nombre de Debemos.
Se suponía que se formaría una coalición de derecha en la que participarían POKS, Red Nacional (NM) liderada por Vladan Glišić, el Partido Serbio de los Juramentados (SSZ) y el Partido Democrático de Serbia (DSS), aunque esta idea fue descartada, y una coalición y el protocolo del partido se formaron y firmaron poco después. En enero de 2021 los partidos de derecha DSS y POKS firmaron un acuerdo, y en mayo, con otros 19 movimientos y grupos cívicos, formaron la Alternativa Nacional Democrática (NADA), mientras que los partidos de extrema derecha NM y SSZ firmó un protocolo entre dos partes en febrero de 2021.
En mayo de 2021, el Partido Socialdemócrata (SDS) dirigido por Boris Tadić firmó un protocolo con la coalición centrista 'Tolerancia'. En noviembre, se anunció que Demócratas de Serbia, una escisión del Partido Demócrata (DS) que se formó en febrero de 2021, se fusionaría con SDS, lo que se concretó en 2022. A fines de mayo, el Partido Nuevo (Nova) formó una coalición con un movimiento menor encabezado por Marko Bastać, pero la coalición se disolvió más tarde en septiembre. Posteriormente, durante 2021, SDS formó de facto una coalición con Nova y el Foro Cívico Democrático (GDF). 0] Tadić presentó su coalición a fines de febrero de 2022, que incluye a Nova y cinco movimientos menores.

### Lemas de campaña
| Partido/Coalición | Partido/Coalición                       | Slogan en serbio | Traducción | Ref             |
| ----------------- | --------------------------------------- | --- | --- | --------------- |
|                   | Dveri–POKS                              | Srcem za Srbiju | Con un corazón para Serbia | [ 290 ]         |
|                   | Partido de la Justicia y Reconciliación | Muftijin amanet | Legado de Mufti | [ 291 ]         |
|                   | Alternativa Democrática Nacional        | Da živimo normalno | Vivir normalmente | [ 292 ]         |
|                   | Party of Democratic Action of Sandžak   | Sloboda–demokratija–autonomija                                                                                             | Libertad–Democracia–Autonomía | [ 293 ]         |
|                   | SDS–NOVA                                | Boris Tadić – Ajmo ljudi                                                                                                   | Boris Tadić – Vamos gente | [ 294 ]         |
|                   | Alianza del SNS                         | Zajedno možemo sve Dela govore Mir. Stabilnost. Vučić. Jedina granica su naši snovi                                        | Juntos Podemos Hacer Todo Los logros hablan por sí solos Paz. Estabilidad. Vučić. El único límite son nuestros sueños                                               | [ 295 ] [ 296 ] |
|                   | Partido Serbio de los Juramentados      | Svoji na svome | Por nuestra cuenta | [ 297 ]         |
|                   | Partido Radical Serbio                  | Pod zastavom Srbije Šešelj za premijera                                                                                    | Bajo la bandera de Serbia Šešelj para Primer Ministro | [ 298 ]         |
|                   | Partido Socialista de Serbia            | Ivica Dačić – Premijer Srbije                                                                                              | Ivica Dačić – Primer Ministro de Serbia | [ 299 ]         |
|                   | Soberanistas                            | Srbija nije na prodaju Branka Stamenković – Žena iz naroda, glas naroda                                                    | Serbia no está a la venta Branka Stamenković – Una mujer del pueblo, la voz del pueblo                                                                              | [ 300 ] [ 301 ] |
|                   | Serbia Unida                            | Ujedinjeni za pobedu Srbije Promena iz korena Naš Ponoš – Predsednik                                                       | Unidos por la victoria de Serbia Un cambio desde la raíz Nuestro Ponoš – Presidente                                                                                 | [ 302 ] [ 303 ] |
|                   | Debemos                                 | Moramo, zajedno i drugačije Moramo, snagu ulice u institucije Biljana Stojković – Moram, za zemlju, vazduh, vodú i slobodu | Debemos, juntos y de manera diferente Debemos, el poder de la calle en las instituciones Biljana Stojković – Debemos, por la tierra, el aire, el agua y la libertad | [ 304 ] [ 305 ] |

### Debates
| Debates para las elecciones generales de 2022 | Debates para las elecciones generales de 2022 | Debates para las elecciones generales de 2022 | Debates para las elecciones generales de 2022   | Debates para las elecciones generales de 2022   | Debates para las elecciones generales de 2022   | Debates para las elecciones generales de 2022   | Debates para las elecciones generales de 2022   | Debates para las elecciones generales de 2022   | Debates para las elecciones generales de 2022   | Debates para las elecciones generales de 2022   | Debates para las elecciones generales de 2022   | Debates para las elecciones generales de 2022   | Debates para las elecciones generales de 2022   | Debates para las elecciones generales de 2022   | Debates para las elecciones generales de 2022   | Debates para las elecciones generales de 2022   |   |   |   |         |
| Fecha                                         | Hora                                          | Organizador                                   | P Presente S Sustituto I Invitado N No invitado | P Presente S Sustituto I Invitado N No invitado | P Presente S Sustituto I Invitado N No invitado | P Presente S Sustituto I Invitado N No invitado | P Presente S Sustituto I Invitado N No invitado | P Presente S Sustituto I Invitado N No invitado | P Presente S Sustituto I Invitado N No invitado | P Presente S Sustituto I Invitado N No invitado | P Presente S Sustituto I Invitado N No invitado | P Presente S Sustituto I Invitado N No invitado | P Presente S Sustituto I Invitado N No invitado | P Presente S Sustituto I Invitado N No invitado | P Presente S Sustituto I Invitado N No invitado | P Presente S Sustituto I Invitado N No invitado |   |   |   |         |
| Fecha                                         | Hora                                          | Organizador                                   | SNS                                             | SPS                                             | US                                              | Moramo                                          | NADA                                            | DJB                                             | Dveri                                           | SSZ                                             | SDS                                             | SRS                                             | VMSZ/SVM                                        | SPP                                             | Ind                                             | Refs                                            |   |   |   |         |
| --------------------------------------------- | --------------------------------------------- | --------------------------------------------- | ----------------------------------------------- | ----------------------------------------------- | ----------------------------------------------- | ----------------------------------------------- | ----------------------------------------------- | ----------------------------------------------- | ----------------------------------------------- | ----------------------------------------------- | ----------------------------------------------- | ----------------------------------------------- | ----------------------------------------------- | ----------------------------------------------- | ----------------------------------------------- | ----------------------------------------------- | - | - | - | ------- |
| Fecha                                         | Hora                                          | Organizador                                   | 11 Ene                                          | 9:05PM                                          | RTS                                             | P Đorđe Dabić                                   | P Đorđe Milićević                               | P Vladimir Gajić                                | N                                               | N                                               | N                                               | N                                               | P Milica Đurđević                               | N                                               | N                                               | Refs                                            | N | N | N | [ 306 ] |
| 14 Ene                                        | 6:20PM                                        | Nova S                                        | N                                               | N                                               | N                                               | N                                               | N                                               | N                                               | P Boško Obradović                               | N                                               | N                                               | N                                               | N                                               | N                                               | P Srđan Škoro                                   | [ 307 ]                                         |   |   |   |         |
| 19 Ene                                        | 7:20PM                                        | Kurir TV                                      | P Goran Vesić                                   | N                                               | N                                               | N                                               | N                                               | N                                               | N                                               | N                                               | P Boris Tadić                                   | N                                               | N                                               | N                                               | N                                               | [ 308 ]                                         |   |   |   |         |
| 21 Ene                                        | 9:00PM                                        | Insajder                                      | P Vladimir Orlić                                | P Đorđe Milićević                               | N                                               | N                                               | P Miloš Jovanović                               | N                                               | N                                               | N                                               | P Konstantin Samofalov                          | N                                               | N                                               | N                                               | N                                               | [ 309 ]                                         |   |   |   |         |
| 28 Ene                                        | 9:00PM                                        | Euronews                                      | N                                               | P Ivica Dačić                                   | N                                               | N                                               | N                                               | N                                               | N                                               | N                                               | P Boris Tadić                                   | N                                               | N                                               | N                                               | N                                               | [ 310 ]                                         |   |   |   |         |
| 1 Feb                                         | 9:00PM                                        | RTS                                           | P Đorđe Todorović                               | P Nikola Nikodijević                            | N                                               | P Radomir Lazović                               | N                                               | N                                               | P Radmila Vasić                                 | N                                               | N                                               | N                                               | N                                               | N                                               | N                                               | [ 311 ]                                         |   |   |   |         |
| 8 Feb                                         | 9:05PM                                        | RTS                                           | P Vladimir Đukanović                            | P Snežana Paunović                              | N                                               | N                                               | N                                               | N                                               | N                                               | P Dušan Proroković                              | P Goran Bogdanović                              | N                                               | N                                               | N                                               | N                                               | [ 312 ]                                         |   |   |   |         |
| 18 Feb                                        | 5:05PM                                        | RTS                                           | P Đorđe Dabić                                   | P Snežana Paunović                              | N                                               | N                                               | P Miloš Jovanović                               | N                                               | N                                               | N                                               | P Konstantin Samofalov                          | N                                               | N                                               | N                                               | N                                               | [ 313 ]                                         |   |   |   |         |
| 19 Feb                                        | 7:20PM                                        | Kurir TV                                      | N                                               | N                                               | N                                               | N                                               | P Miloš Jovanović                               | N                                               | P Boško Obradović                               | N                                               | N                                               | N                                               | N                                               | N                                               | N                                               | [ 314 ]                                         |   |   |   |         |
| 21 Feb                                        | 9:00PM                                        | Euronews                                      | N                                               | N                                               | N                                               | P Aleksandar Jovanović Ćuta                     | N                                               | N                                               | N                                               | P Milica Đurđević                               | N                                               | N                                               | N                                               | N                                               | N                                               | [ 315 ]                                         |   |   |   |         |
| 22 Feb                                        | 9:05PM                                        | RTS                                           | P Siniša Mali                                   | P Dušan Bajatović                               | P Dušan Nikezić                                 | N                                               | N                                               | N                                               | N                                               | N                                               | N                                               | P Aleksandar Šešelj                             | N                                               | N                                               | N                                               | [ 316 ]                                         |   |   |   |         |
| 24 Feb                                        | 9:00PM                                        | Insajder                                      | P Đorđe Komlenski                               | N                                               | P Nebojša Novaković                             | P Biljana Đorđević                              | N                                               | N                                               | P Andrej Mitić                                  | N                                               | N                                               | N                                               | N                                               | N                                               | N                                               | [ 317 ]                                         |   |   |   |         |
| 1 Mar                                         | 9:00PM                                        | RTS                                           | P Vladimir Đukanović                            | P Snežana Paunović                              | P Zoran Lutovac                                 | N                                               | P Miloš Jovanović                               | P Saša Radulović                                | N                                               | P Milica Đurđević                               | N                                               | N                                               | N                                               | N                                               | N                                               | [ 318 ]                                         |   |   |   |         |
| 2 Mar                                         | 8:15PM                                        | Tanjug                                        | N                                               | P Dušan Bajatović                               | N                                               | N                                               | N                                               | N                                               | N                                               | P Milica Đurđević                               | N                                               | N                                               | N                                               | N                                               | P Srđan Škoro                                   | [ 319 ]                                         |   |   |   |         |
| 2 Mar                                         | 9:00PM                                        | RTV                                           | P Vladimir Đukanović                            | N                                               | P Stefan Jovanović                              | N                                               | P Branislav Ristivojević                        | N                                               | N                                               | N                                               | N                                               | N                                               | P Elvira Kovács                                 | N                                               | N                                               | [ 320 ]                                         |   |   |   |         |
| 3 Mar                                         | 9:00PM                                        | Insajder                                      | P Dragan Šormaz                                 | N                                               | P Borko Stefanović                              | P Nebojša Zelenović                             | P Miloš Jovanović                               | N                                               | N                                               | N                                               | N                                               | N                                               | N                                               | N                                               | N                                               | [ 321 ]                                         |   |   |   |         |
| 4 Mar                                         | 10:00PM                                       | Prva                                          | N                                               | N                                               | S Zdravko Ponoš                                 | N                                               | N                                               | N                                               | P Boško Obradović                               | N                                               | P Boris Tadić                                   | N                                               | N                                               | N                                               | P Srđan Škoro                                   | [ 322 ]                                         |   |   |   |         |
| 8 Mar                                         | 12:30PM                                       | RTS                                           | P Vladimir Đukanović                            | N                                               | N                                               | N                                               | N                                               | N                                               | N                                               | N                                               | P Goran Radosavljević                           | N                                               | N                                               | N                                               | N                                               | [ 323 ]                                         |   |   |   |         |
| 8 Mar                                         | 9:05PM                                        | RTS                                           | P Darija Kisić Tepavčević                       | P Slavica Đukić Dejanović                       | N                                               | P Biljana Đorđević                              | N                                               | P Jovana Stojković                              | P Boško Obradović                               | N                                               | N                                               | N                                               | P Elvira Kovács                                 | N                                               | N                                               | [ 324 ]                                         |   |   |   |         |
| 9 Mar                                         | 9:00PM                                        | RTV                                           | P Đorđe Todorović                               | P Dijana Radović                                | P Pavle Grbović                                 | N                                               | N                                               | N                                               | N                                               | P Milica Đurđević                               | N                                               | N                                               | N                                               | N                                               | N                                               | [ 325 ]                                         |   |   |   |         |
| 10 Mar                                        | 10:40AM                                       | RTS                                           | N                                               | N                                               | N                                               | P Radomir Lazović                               | N                                               | P Vojin Biljić                                  | N                                               | N                                               | N                                               | N                                               | N                                               | N                                               | N                                               | [ 326 ]                                         |   |   |   |         |
| 15 Mar                                        | 9:10PM                                        | RTS                                           | P Danica Grujičić                               | P Vladimir Đukić                                | P Dragana Rakić                                 | N                                               | N                                               | N                                               | N                                               | N                                               | P Aris Movsesijan                               | P Miljko Ristić                                 | N                                               | P Edin Numanović                                | N                                               | [ 327 ]                                         |   |   |   |         |
| 17 Mar                                        | 9:00PM                                        | Insajder                                      | N                                               | P Branko Ružić                                  | P Goran Radojev                                 | P Đorđe Pavićević                               | N                                               | N                                               | N                                               | N                                               | N                                               | N                                               | N                                               | N                                               | N                                               | [ 328 ]                                         |   |   |   |         |
| 22 Mar                                        | 10:15AM                                       | RTS                                           | N                                               | P Đorđe Milićević                               | N                                               | N                                               | P Miloš Jovanović                               | N                                               | N                                               | N                                               | N                                               | N                                               | N                                               | N                                               | N                                               | [ 329 ]                                         |   |   |   |         |
| 22 Mar                                        | 9:00PM                                        | RTS                                           | P Vladimir Orlić                                | P Dušan Bajatović                               | P Miroslav Aleksić                              | P Đorđe Miketić                                 | N                                               | P Milan Stamatović                              | P Boško Obradović                               | N                                               | N                                               | N                                               | N                                               | N                                               | N                                               | [ 330 ]                                         |   |   |   |         |
| 24 Mar                                        | 12:00PM                                       | RTS                                           | N                                               | N                                               | N                                               | P Biljana Đorđević                              | N                                               | P Vojin Biljić                                  | N                                               | N                                               | N                                               | N                                               | N                                               | N                                               | N                                               | [ 331 ]                                         |   |   |   |         |
| 24 Mar                                        | 9:00PM                                        | RTS                                           | P Igor Simić                                    | P Veljko Odalović                               | P Slaviša Ristić                                | N                                               | P Miloš Jovanović                               | N                                               | N                                               | P Milica Đurđević                               | N                                               | P Aleksandar Šešelj                             | N                                               | N                                               | N                                               | [ 332 ]                                         |   |   |   |         |
| 24 Mar                                        | 9:00PM                                        | Insajder                                      | N                                               | P Đorđe Milićević                               | P Željko Veselinović                            | P Vladimir Simović                              | N                                               | N                                               | N                                               | N                                               | P Goran Radosavljević                           | N                                               | N                                               | N                                               | N                                               | [ 333 ]                                         |   |   |   |         |
| 27 Mar                                        | 12:20PM                                       | N1                                            | N                                               | N                                               | P Pavle Grbović                                 | P Radomir Lazović                               | N                                               | N                                               | N                                               | N                                               | N                                               | N                                               | N                                               | N                                               | N                                               | [ 334 ]                                         |   |   |   |         |
| 28 Mar                                        | 9:00PM                                        | Euronews                                      | N                                               | N                                               | P Miroslav Aleksić                              | N                                               | N                                               | N                                               | N                                               | N                                               | P Goran Radosavljević                           | N                                               | N                                               | N                                               | N                                               | [ 335 ]                                         |   |   |   |         |
| 29 Mar                                        | 11:00AM                                       | RTS                                           | N                                               | P Snežana Paunović                              | P Pavle Grbović                                 | N                                               | N                                               | N                                               | N                                               | N                                               | N                                               | N                                               | N                                               | N                                               | N                                               | [ 337 ]                                         |   |   |   |         |
| 29 Mar                                        | 9:00PM                                        | Euronews                                      | N                                               | N                                               | N                                               | P Biljana Đorđević                              | N                                               | N                                               | P Miloš Parandilović                            | N                                               | N                                               | N                                               | N                                               | N                                               | N                                               | [ 338 ]                                         |   |   |   |         |
| 29 Mar                                        | 9:20PM                                        | RTS                                           | P Vladimir Orlić                                | P Dušan Bajatović                               | P Dragan Đilas                                  | N                                               | N                                               | P Saša Radulović                                | P Boško Obradović                               | N                                               | P Boris Tadić                                   | N                                               | N                                               | N                                               | N                                               | [ 339 ]                                         |   |   |   |         |
| 30 Mar                                        | 9:00PM                                        | Euronews                                      | N                                               | P Nikola Nikodijević                            | N                                               | N                                               | P Predrag Marsenić                              | N                                               | N                                               | N                                               | N                                               | N                                               | N                                               | N                                               | N                                               | [ 340 ]                                         |   |   |   |         |
| 31 Mar                                        | 11:30                                         | RTS                                           | P Vladimir Orlić                                | N                                               | N                                               | N                                               | N                                               | N                                               | N                                               | N                                               | P Boris Tadić                                   | N                                               | N                                               | N                                               | N                                               | [ 341 ]                                         |   |   |   |         |
| 31 Mar                                        | 9:00PM                                        | RTS                                           | P Goran Vesić                                   | P Đorđe Milićević                               | P Marinika Tepić                                | P Nebojša Zelenović                             | P Miloš Jovanović                               | N                                               | N                                               | P Milica Đurđević                               | N                                               | N                                               | N                                               | N                                               | N                                               | [ 342 ]                                         |   |   |   |         |

### Cuestiones
El período de campaña comenzó poco después de la disolución de la Asamblea Nacional. Los partidos que participaron en las protestas ambientales han manifestado su oposición a Rio Tinto durante la campaña electoral, mientras que algunos partidos, como el Partido Radical Serbio (SRS), manifestaron su apoyo. Aunque, según el CeSID, tras el inicio de la invasión rusa de Ucrania el 24 de febrero, los temas ambientales casi han desaparecido de la opinión pública. El CeSID también ha señalado que los temas de campaña también se han concentrado en la lucha contra la corrupción y el estado de derecho. Por otro lado, BIRODI ha manifestado que los temas de interés nacional, economía e infraestructura son los que más se han tratado. La organización también ha comentado que las cuestiones relativas a las integraciones de la Unión Europea han recibido la menor cantidad de cobertura.

### Campaña de los partidos

#### Partido Progresista Serbio
El Partido Progresista Serbio comenzó a hacer campaña poco después de la disolución de la Asamblea Nacional el 15 de febrero. Lograron recolectar alrededor de 60.000 firmas que luego se enviaron a RIK el 16 de febrero, mientras que su lista de votación se confirmó un día después. Su primer mitin de campaña se llevó a cabo en Merošina. Después de su primera manifestación, SNS continuó su campaña en otras regiones de Serbia. SNS anunció a Vučić como su candidato presidencial el 6 de marzo.

#### Partido Socialista de Serbia
Ivica Dačić, líder del Partido Socialista de Serbia, declaró el 16 de febrero que el partido había recogido más de 20.000 firmas para la lista parlamentaria. Su lista fue confirmada por RIK un día después. SPS ha manifestado su apoyo a Vučić como su candidato presidencial conjunto. Durante la campaña, Dačić manifestó su oposición a la OTAN y expresó su apoyo a una mayor cooperación con China y Rusia. SPS también ha manifestado su apoyo al patriotismo, y durante un mitin de campaña, Dačić declaró que 'SPS es igual a estabilidad, continuidad y tradición'. Toma Fila, quien es el portador de la boleta para la elección de la Asamblea de la Ciudad de Belgrado, manifestó su apoyo a los intereses de los jubilados.
La coalición liderada por SPS también recibió el apoyo de organizaciones como Biogen, Movimiento Ecologista de Beočin y Unión Democrática de los Romaníes. En las primeras dos semanas de la campaña electoral, SPS recibió $500.000 en donaciones para su campaña.

#### Partido Radical Serbio
Más de 11.000 firmas fueron recogidas por el Partido Radical Serbio, y su lista fue confirmada el 18 de febrero. Vojislav Šešelj fue elegido como representante de la boleta electoral, mientras Šešelj declaró su apoyo a Vučić con respecto a las elecciones presidenciales.
Durante la campaña, Šešelj declaró que la autoproclamada República Popular de Donetsk y República Popular de Lugansk deberían ser reconocidas por Serbia. El partido también ha declarado su oposición a neutralidad militar, y en su lugar han declarado que Serbia debe cooperar con Rusia y los países del BRICS. También ha declarado que se debe prohibir la financiación de las 'organizaciones no gubernamentales antiserbias'. SRS también ha señalado que deben concederse ayudas estatales para la economía nacional y la agricultura, y que debe suprimirse el impuesto especial sobre el combustible para los agricultores nacionales. También ha manifestado su apoyo a la reforma de la Ley Laboral y su compromiso con la expansión de asistencia sanitaria.

#### Alianza de Húngaros de Voivodina
La Alianza de Húngaros de Voivodina (VMSZ/SVM) logró reunir alrededor de 9.000 firmas, mientras que su lista fue confirmada el 18 de febrero. Su representante electoral Bálint Pásztor declaró que, la posición de las minorías nacionales debería estar en un alto nivel. También ha declarado su apoyo a Fidesz, el partido gobernante de Hungría. También declaró que su partido está listo para cooperar con el gobierno con el fin de terminar múltiples proyectos en Subotica. VMSZ ha declarado su apoyo a Vučić para la elección presidencial.

#### Partido Serbio de Patronos
Su lista fue confirmada por RIK el 20 de febrero, con Milica Đurđević Stamenkovski como su representante electoral y candidata presidencial. El RIK confirmó su candidatura el 8 de marzo, poco después de la proclamación de la campaña electoral presidencial. Representantes del partido orquestaron una protesta el 4 de marzo tras la prohibición del canal RT propiedad del gobierno ruso en Europa. Đurđević Stamenkovski también ha declarado que Serbia debería establecer lazos más estrechos con Rusia.

#### Partido Justicia y Reconciliación
El Partido de la Justicia y la Reconciliación (SPP), dirigido por Usame Zukorlić, presentó su lista de votación el 19 de febrero, mientras que RIK confirmó la votación un día después, con 5.056 firmas válidas. El 7 de marzo, Zukorlić declaró que espera que la cooperación entre el SPP y el SNS continúe después de las elecciones. Durante la campaña electoral, el partido manifestó su apoyo a tener tantas mujeres como sea posible en puestos directivos, así como la afirmación del espíritu empresarial de las mujeres. El partido también ha declarado su apoyo a la reconciliación, reforma educativa y políticas de antidiscriminación.

#### Soberanistas
La Coalición Soberanista, que está liderada principalmente por el Ya Fue Suficiente (DJB), la lista de votación fue confirmada el 23 de febrero. Saša Radulović fue elegido como representante de la boleta. La coalición anunció a Branka Stamenković como su candidato presidencial el 28 de febrero.
Uno de los representantes de la coalición, Milan Stamatović, declaró que 'Serbia no debe imponer sanciones a Rusia', mientras que Radulović declaró que 'es desafortunado que Serbia se pusiera del lado de la OTAN' durante la Invasión rusa de Ucrania. Durante la campaña, Radulović también ha declarado el apoyo de las coaliciones a las políticas de soberanismo y su oposición a la vacunación obligatoria. Los soberanistas también han declarado su apoyo a la implementación del blockchain y libros de texto gratuitos para la educación preescolar y educación primaria. En una entrevista, Stamenković declaró su apoyo a la introducción de servicio militar obligatorio en el ejército.

#### DVERI-POKS
Dveri anunció su participación en las próximas elecciones bajo el 'Bloque Patriótico', que se formó en diciembre de 2021. Se opone a la legalización de las uniones civiles, y la coalición ha expresado su apoyo al monarquismo, antiglobalismo, y abolición de pasaportes de vacunas. Su líder, Boško Obradović, fue elegido como su candidato presidencial en enero de 2022. Obradović también ha participado en conversaciones sobre la formación de un 'bloque patriótico' unido que también incluiría a otros partidos de derecha, aunque las conversaciones se habían estancado. El liderazgo de Dveri anunció su apoyo a una 'lista de votación patriótica' conjunta el 13 de febrero. Obradović anunció el 16 de febrero que Dveri llegó a un acuerdo con la facción del Movimiento para la Restauración del Reino de Serbia (POKS) liderada por Žika Gojković, para participar en una lista conjunta. Poco después, Slobodan Samardžić y Duško Kuzović abandonaron la coalición. Obradović declaró que su campaña se centraría principalmente en la restauración de la monarquía. La coalición ha recibido el apoyo de Branimir Nestorović.
Su lista parlamentaria fue confirmada por RIK el 23 de febrero. Durante la campaña, Obradović declaró que una de las prioridades de la coalición es el nacionalismo económico y para plantear condiciones para los aldeanos y agricultores. Miloš Parandilović, el representante de la boleta, dijo que la coalición Dveri-POKS apoya la ruptura de los monopolios y la lucha contra crimen y corrupción. También ha declarado su oposición a la OTAN.

#### Vojvodinianos
La coalición Vojvodinians, que está liderada por la Alianza Democrática de Croatas en Vojvodina (DSHV) y Juntos por Vojvodina, una rama de la Liga de Socialdemócratas de Vojvodina (LSV), presentó su votación el 1 de marzo. La lista de votación fue confirmada por RIK un día después. LSV también ha declarado públicamente su apoyo a la coalición.
La coalición ha hecho campaña principalmente para 'devolver a Vojvodina a la Asamblea Nacional'. También ha declarado su apoyo a las políticas progresistas y descentralización fiscal, y su oposición a 'cortar los bosques de Vojvodina' y 'tecnologías sucias'. Tomislav Žigmanov, el representante de la coalición, también ha declarado su apoyo a Serbia para unirse a la Unión Europea y la OTAN. La coalición comenzó a hacer campaña el 10 de marzo, y durante su primer mitin en Subotica, la coalición también ha expresado su apoyo al multiculturalismo.

#### SDS-NOVA
La coalición liderada por el Partido Socialdemócrata (SDS) y la lista de votación del Nuevo Partido (Nova) fue confirmada por RIK el 8 de marzo. SDS anunció a Dragoslav Šumarac como su candidato presidencial el 12 de marzo, aunque Šumarac retiró su candidatura un día después después de no recibir apoyo de sus socios de coalición. Durante la campaña, la coalición manifestó su apoyo a la adopción de una estrategia a largo plazo con respecto al desarrollo agrícola. También ha expresado su apoyo a la adhesión de Serbia a la Unión Europea, aunque también se opone a que Serbia sancione a Rusia.

#### Otros
La lista de votación del Partido de Acción Democrática de Sandžak (SDA S) se confirmó el 2 de marzo, con alrededor de 7.000 firmas válidas. Su primer mitin de campaña se celebró en Novi Pazar el 9 de marzo. El grupo cívico 'Stolen Babies', liderado por Ana Pejić, manifestó su oposición a trata de bebés durante una entrevista el 16 de marzo. Srđan Šajn, el líder del Partido Roma, declaró su apoyo a derechos laborales y su oposición a la privatización. El candidato presidencial Miša Vacić expresó su apoyo a la introducción del servicio militar obligatorio y al aumento de los derechos hacia los veteranos de guerra en Serbia. La Alianza de la Minoría Rusa, liderada principalmente por el Movimiento Leviatán, fue rechazada inicialmente por RIK, aunque después de que el caso fuera revocado por el Tribunal Constitucional, RIK confirmó su lista. CeSID ha afirmado que la lista de votación no representa los derechos de las minorías sino la política de extrema derecha, mientras que CRTA afirmó que habían falsificado las firmas.

## Encuestas
| Encuestadora                                                               | Fecha               | Coalición del SNS                                         | SPAS        | SPS–JS | Serbia Unida | Serbia Unida | Serbia Unida | Serbia Unida | Moramo  | NADA    | DJB–ZS | Dveri   | SSZ | SRS | SDS - NOVA | Otros | Ventaja |       |       |       |       |       |      |      |      |      |      |      |      |      |      |
| Encuestadora                                                               | Fecha               | Coalición del SNS                                         | SPAS        | SPS–JS | SSP          | NS           | DS           | PSG          | Moramo  | NADA    | DJB–ZS | Dveri   | SSZ | SRS | SDS - NOVA | Otros | Ventaja |       |       |       |       |       |      |      |      |      |      |      |      |      |      |
| -------------------------------------------------------------------------- | ------------------- | --------------------------------------------------------- | ----------- | ------ | ------------ | ------------ | ------------ | ------------ | ------- | ------- | ------ | ------- | --- | --- | ---------- | ----- | ------- | ----- | ----- | ----- | ----- | ----- | ---- | ---- | ---- | ---- | ---- | ---- | ---- | ---- | ---- |
| Encuestadora                                                               | Fecha               | Coalición del SNS                                         | SPAS        | SPS–JS | Resultados   | 3 Abr 2022   | 44.31        | 44.31        | Moramo  | NADA    | DJB–ZS | Dveri   | SSZ | SRS | SDS - NOVA | Otros | Ventaja | 11.82 | 14.01 | 14.01 | 14.01 | 14.01 | 4.79 | 5.54 | 2.34 | 3.94 | 3.84 | 2.23 | 1.72 | 5.46 | 30.3 |
| Encuestadora                                                               | Fecha               | Ipsos Archivado el 9 de abril de 2022 en Wayback Machine. | 31 Mar 2022 | 51.4   | 51.4         | 8.5          | 13.8         | 13.8         | 13.8    | 13.8    | 4.5    | 4.2     | 2.6 | 2.4 | 3.4        | Otros | Ventaja | 1.7   | 1.2   | 6.3   | 37.6  |       |      |      |      |      |      |      |      |      |      |
| Faktor plus                                                                | 29 Mar 2022         | 53.6                                                      | 53.6        | 10.2   | 13.7         | 13.7         | 13.7         | 13.7         | 4.7     | 3.8     | 3.1    | 2.2     | 3.7 | 2.0 | 2.3        | 0.7   | 39.9    |       |       |       |       |       |      |      |      |      |      |      |      |      |      |
| NSPM                                                                       | 29 Mar 2022         | 45.4                                                      | 45.4        | 8.2    | 18.0         | 18.0         | 18.0         | 18.0         | 8.0     | 3.7     | 2.5    | 2.2     | 3.5 | 2.0 | 2.9        | 3.6   | 27.4    |       |       |       |       |       |      |      |      |      |      |      |      |      |      |
| ŠSM                                                                        | 28 Mar 2022         | 44.7                                                      | 44.7        | 5.7    | 20.1         | 20.1         | 20.1         | 20.1         | 5.8     | 3.3     | 3.1    | 2.8     | 3.0 | 1.2 | 2.7        | 7.6   | 24.6    |       |       |       |       |       |      |      |      |      |      |      |      |      |      |
| Nova S                                                                     | 14 Mar 2022         | 53.6                                                      | 53.6        | 6.9    | 13.2         | 13.2         | 13.2         | 13.2         | 8.1     | 3.4     | 1.7    | 2.6     | 3.2 | 1.3 | 3.1        | 2.9   | 34.4    |       |       |       |       |       |      |      |      |      |      |      |      |      |      |
| Faktor plus                                                                | 7 Mar 2022          | 53.4                                                      | 53.4        | 10.1   | 14.0         | 14.0         | 14.0         | 14.0         | 5.0     | 3.9     | 3.0    | 2.1     | 3.6 | 1.8 | 1.5        | 1.9   | 39.4    |       |       |       |       |       |      |      |      |      |      |      |      |      |      |
| NSPM                                                                       | 17 Feb 2022         | 41.4                                                      | 41.4        | 7.4    | 16.6         | 16.6         | 16.6         | 16.6         | 12.1    | 3.1     | 2.4    | 2.1     | 3.4 | 2.1 | 2.3        | 9.4   | 24.8    |       |       |       |       |       |      |      |      |      |      |      |      |      |      |
| Convocatoria de elecciones, inicio de la campaña oficial (15 de febrero)   |                     |                                                           |             |        |              |              |              |              |         |         |        |         |     |     |            |       |         |       |       |       |       |       |      |      |      |      |      |      |      |      |      |
| Sprint Insight                                                             | 9 Feb 2022          | 55.0                                                      | 55.0        | 55.0   | 13.5         | 13.5         | 13.5         | 13.5         | 7.5     | 2.0     | 2.0    | 5.0     | 5.0 | 2.0 | –          | 8.0   | 41.5    |       |       |       |       |       |      |      |      |      |      |      |      |      |      |
| NSPM                                                                       | 4 Feb 2022          | 42.3                                                      | 42.3        | 9.3    | 14.8         | 14.8         | 14.8         | 14.8         | 13.1    | 3.2     | 3.7    | 3.7     | 2.7 | 2.5 | 1.5        | 8.4   | 27.5    |       |       |       |       |       |      |      |      |      |      |      |      |      |      |
| Faktor plus                                                                | 30 Ene 2022         | 55.6                                                      | 55.6        | 10.2   | 13.3         | 13.3         | 13.3         | 13.3         | 7.5     | 4.0     | 3.0    | 1.7     | 3.6 | 1.1 | –          | 0.0   | 42.3    |       |       |       |       |       |      |      |      |      |      |      |      |      |      |
| Faktor plus                                                                | 20 Dic 2021         | 57.0                                                      | 57.0        | 10.3   | 12.0         | 12.0         | 12.0         | 12.0         | 7.0     | 4.3     | 3.6    | 1.4     | 3.0 | 1.4 | –          | 0.0   | 45.0    |       |       |       |       |       |      |      |      |      |      |      |      |      |      |
| ŠSM                                                                        | 10 Dic 2021         | 50.1                                                      | 50.1        | 7.8    | 17.9         | 17.9         | 17.9         | 17.9         | 8.8     | 2.9     | 2.2    | 1.1     | 2.7 | 0.7 | 0.9        | 6.8   | 31.6    |       |       |       |       |       |      |      |      |      |      |      |      |      |      |
| Demostat                                                                   | 2 Dic 2021          | 55.0                                                      | 55.0        | 55.0   | 16.0         | 16.0         | 16.0         | 16.0         | 9.0     | 7.0     | –      | 5.0     | 5.0 | –   | –          | 8.0   | 39.0    |       |       |       |       |       |      |      |      |      |      |      |      |      |      |
| Se forma la coalición Serbia Unida, comienzo de las protestas ambientales. |                     |                                                           |             |        |              |              |              |              |         |         |        |         |     |     |            |       |         |       |       |       |       |       |      |      |      |      |      |      |      |      |      |
| Faktor plus                                                                | 31 Oct 2021         | 58.3                                                      | 58.3        | 10.4   | 5.4          | 2.7          | 1.9          | 1.5          | –       | 4.3     | 3.4    | 1.5     | 2.9 | 1.4 | –          | 7.3   | 48.7    |       |       |       |       |       |      |      |      |      |      |      |      |      |      |
| Faktor plus                                                                | 29 Sep 2021         | 58.0                                                      | 58.0        | 9.3    | 5.1          | 2.9          | 1.4          | 1.3          | –       | 4.3     | 3.6    | 1.7     | 2.7 | 1.2 | –          | 8.5   | 48.7    |       |       |       |       |       |      |      |      |      |      |      |      |      |      |
| Faktor plus                                                                | 3 Aug 2021          | 58.2                                                      | 58.2        | 9.0    | 4.5          | 2.5          | 1.2          | 1.4          | –       | 4.0     | 3.8    | 2.0     | 2.0 | 1.5 | –          | 9.9   | 52.0    |       |       |       |       |       |      |      |      |      |      |      |      |      |      |
| ŠSM                                                                        | 31 Jul 2021         | 53.8                                                      | 53.8        | 7.0    | 6.4          | 4.9          | 1.9          | 1.2          | 9.4     | 3.9     | 2.9    | 1.6     | 1.4 | 1.4 | –          | 4.2   | 46.8    |       |       |       |       |       |      |      |      |      |      |      |      |      |      |
| Ipsos                                                                      | 27 Jun 2021         | 59.8                                                      | 59.8        | 8.9    | 4.2          | 1.2          | 1.2          | 0.5          | –       | 5.1     | 3.0    | 1.9     | 1.9 | 1.6 | 1.0        | 9.6   | 52.0    |       |       |       |       |       |      |      |      |      |      |      |      |      |      |
| La Alianza Patriótica Serbia se fusiona con el Partido Progresista Serbio  |                     |                                                           |             |        |              |              |              |              |         |         |        |         |     |     |            |       |         |       |       |       |       |       |      |      |      |      |      |      |      |      |      |
| Faktor plus                                                                | 10 de mayo de 2021  | 60.0                                                      | 3.4         | 8.1    | 3.3          | 2.2          | 0.4          | 1.5          | –       | 3.9     | 3.9    | 1.6     | 2.0 | 1.8 | –          | 7.9   | 51.9    |       |       |       |       |       |      |      |      |      |      |      |      |      |      |
| Ipsos                                                                      | 5 Abr 2021          | 58.0                                                      | 3.6         | 7.2    | 3.8          | 2.5          | –            | 1.6          | –       | 4.3     | 4.4    | 1.4     | 2.0 | 2.2 | –          | 9.0   | 50.8    |       |       |       |       |       |      |      |      |      |      |      |      |      |      |
| Faktor Plus                                                                | 18 Feb 2021         | 60.3                                                      | 4.2         | 8.3    | 3.2          | 2.4          | –            | 1.5          | –       | 3.7     | 3.8    | 1.5     | 2.2 | 1.4 | –          | 7.5   | 52.0    |       |       |       |       |       |      |      |      |      |      |      |      |      |      |
| Ipsos                                                                      | 1 Ene 2021          | 60.5                                                      | 3.6         | 9.0    | 1.6          | 0.3          | 1.1          | 0.8          | –       | 4.3     | 3.7    | 1.1     | 1.4 | 2.6 | 0.9        | 8.6   | 51.8    |       |       |       |       |       |      |      |      |      |      |      |      |      |      |
| DW                                                                         | 19 Dic 2020         | 46.8                                                      | 6.4         | 11.5   | 2.2          | 1.1          | 0.4          | 2.1          | –       | 6.6     | 5.3    | 2.3     | –   | 3.6 | –          | 11.7  | 35.3    |       |       |       |       |       |      |      |      |      |      |      |      |      |      |
| Faktor Plus                                                                | 4 Sep 2020          | 59.1                                                      | 5.1         | 9.0    | 3.1          | 2.3          | –            | –            | –       | –       | –      | 2.0     | –   | –   | –          | 19.4  | 50.1    |       |       |       |       |       |      |      |      |      |      |      |      |      |      |
|                                                                            |                     |                                                           |             |        |              |              |              |              |         |         |        |         |     |     |            |       |         |       |       |       |       |       |      |      |      |      |      |      |      |      |      |
| Elecciones de 2020                                                         | 21 de junio de 2020 | 60.6                                                      | 3.8         | 10.4   | Boycott      | Boycott      | Boycott      | 1.6          | Boycott | [ 441 ] | 2.3    | Boycott | 1.4 | 2.0 | Boycott    | 12.8  | 50.2    |       |       |       |       |       |      |      |      |      |      |      |      |      |      |
|                                                                            |                     |                                                           |             |        |              |              |              |              |         |         |        |         |     |     |            |       |         |       |       |       |       |       |      |      |      |      |      |      |      |      |      |

## Resultados
Las mesas de votación se abrieron desde las 07:00 (UTC+01:00) hasta las 20:00 horas, y hubo un total de 6.502.307 ciudadanos con derecho a voto en las elecciones generales[489][490]. Según los resultados preliminares publicados por CRTA e Ipsos/CeSID, Aleksandar Vučić había ganado en la primera vuelta de las elecciones presidenciales, aunque el Partido Progresista Serbio (SNS) también perdió su condición de mayoría en la Asamblea Nacional en las elecciones parlamentarias.[491][492][493] La Comisión Electoral de la República (RIK) aún no ha publicado los resultados finales[494] pero los actualiza en línea.

### Participación
Se formaron muchas multitudes en los colegios electorales de toda Serbia, principalmente debido a la celebración simultánea de elecciones en varios niveles, lo que ralentizó el proceso, pero también debido al aumento de la participación electoral[495].

### Presidente de la República
| Candidato                 | Candidato                    | Partido/Coalición                        | Votos     | %      |
| ------------------------- | ---------------------------- | ---------------------------------------- | --------- | ------ |
|                           | Aleksandar Vučić             | Partido Progresista Serbio (SNS)         | 2.216.526 | 59.96  |
|                           | Zdravko Ponoš                | Unidos por la Victoria de Serbia (UZPS)  | 697.471   | 18.87  |
|                           | Miloš Jovanović              | Alternativa Democrática Nacional (NADA)  | 225.716   | 6.11   |
|                           | Boško Obradović              | Dveri–POKS                               | 164.865   | 4.46   |
|                           | Milica Đurđević Stamenkovski | Partido Serbio de los Juramentados (SSZ) | 160.182   | 4.33   |
|                           | Biljana Stojković            | Debemos (MORAMO)                         | 122.137   | 3.30   |
|                           | Branka Stamenković           | DJB–ZS–ŽZS                               | 76.943    | 2.08   |
|                           | Miša Vacić                   | Derecha Serbia (SD)                      | 32.819    | 0.89   |
|                           |                              |                                          |           |        |
| Votos válidos             | Votos válidos                | Votos válidos                            | 3.683.554 | 97.63  |
| Votos nulos               | Votos nulos                  | Votos nulos                              | 89.432    | 2.37   |
| Total                     | Total                        | Total                                    | 3.772.986 | 100,00 |
| Registrados/Participación | Registrados/Participación    | Registrados/Participación                | 6.502.307 | 58,03  |
| Fuente: RIK               |                              |                                          |           |        |

### Asamblea Nacional
|  | 44,22 % |

|  | 14,12 % |

|  | 11,77 % |

|  | 5,55 % |

|  | 4,85 % |

|  | 3,93 % |

|  | 3,83 % |

|  | 2,34 % |

|  | 2,23 % |

|  | 1,72 % |

|  | 1,64 % |

|  | 0,97 % |

|  | 0,85 % |

|  | 0,65 % |

|  | 0,56 % |

|  | 0,26 % |

|  | 0,26 % |

|  | 0,17 % |

|  | 0,09 % |

|  | 97,04 % |

|  | 2,96 % |

|  | 100,00 % |

|  | 58,33 % |

M - Lista de minorías nacionales